# Chloé Sainte-Marie
Pour les articles homonymes, voir Sainte-Marie.
Chloé Sainte-Marie (née Marie-Aline Joyal le 29 mai 1962 à Saint-Eugène-de-Grantham au Québec) est une chanteuse et actrice québécoise.
Elle s'est fait connaître en tant que muse, aidante et conjointe du cinéaste Gilles Carle, lequel fut atteint de la maladie de Parkinson qui, durant dix-huit ans, le rendit progressivement inapte à se déplacer et à parler. Peu avant la mort de Gilles Carle, en 2009, elle a fondé la Fondation Maison Gilles-Carle qui vient en aide aux personnes proches aidantes en leur offrant du répit,.

## Biographie

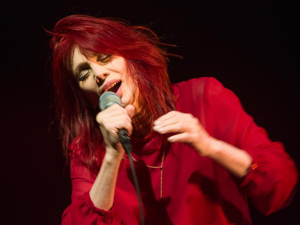
Chloé Sainte-Marie en spectacle.

Dans les années 1980, Chloé Sainte-Marie est révélée par le cinéaste Gilles Carle. Elle obtient le rôle principal dans La Guêpe en 1986, le prix d’interprétation féminine au Festival du film d’aventure de Pau, en France. En 1990, la pièce de théâtre La terre est une pizza de Gilles Carle est présentée au festival d’Avignon et deux mois durant à Paris. Elle joue ensuite La Postière en 1991 et Pudding chômeur en 1996.
En 1985, elle interprète avec François Guy la chanson thème que ce dernier a écrit pour le film Cinéma, cinéma. La même année elle interprète un rôle dans le film Ô Picasso. Un peu plus tard, elle est de la distribution du film Vive Québec, un documentaire-fiction.
Son premier album, L’emploi de mon temps sorti en 1993 et signé Fernando Arrabal a été un banc d’essai. Au milieu de la décennie suivante, elle enregistre une trilogie d’albums sur lequel elle chante des poètes québécois. Je pleure, tu pleures sort en 1999 et récolte six nominations au gala de l’Association québécoise de l'industrie du disque, du spectacle et de la vidéo (Adisq). En octobre 2002, l’album Je marche à toi remporte le Félix dans la catégorie Album de l’année – Folk contemporain au gala de l’Adisq 2003. L’année suivante, une tournée conduit Chloé Sainte-Marie en France, en Suisse et en Belgique où elle récolte plusieurs prix, dont le prix Charles-Cros. En 2005, elle propose un album intitulé Parle-moi consacré à la poésie de Gaston Miron.
Suit, en 2009, un album en langue innue, Nitshisseniten e tshissenitamin (Je sais que tu sais), en hommage à Philippe McKenzie fondateur du mouvement folk innu, le premier à chanter dans sa langue maternelle. À l’aide de la poète Joséphine Bacon, Chloé Sainte-Marie se consacre à l’apprentissage du parler innu, de la langue des premières nations et fait de ce projet un spectacle mis en scène par Brigitte Haentjens.
En novembre 2011, elle présente l’album Une étoile m’a dit, un conte musical de Gilles Carle et Michèle Cournoyer mis en musique par François Guy, entouré d’Yves Desrosiers, Émile Proulx-Cloutier, Bernard Adamus, Florent Vollant, Yves Lambert, Éloi et Jonathan Painchaud, Henry-Paul Besnard, Le Vent du Nord et la Bande Magnétique.
L’année 2014 marque la parution de l’album, À la croisée des silences sur lequel Chloé Sainte-Marie s’est entourée d’une vingtaine de poètes québécois, dont les mots ont été mis en musique par Sylvie Paquette et Yves Desrosiers, et la réalisation et les arrangements signés par Réjean Bouchard.
Chloé Sainte-Marie a pris soin de son conjoint Gilles Carle, atteint de la maladie de Parkinson. Elle s’est fait porte-voix des proches aidants et a fondé la Fondation Maison Gilles-Carle, un organisme destiné à venir en aide aux personnes en perte d’autonomie et à leur proche aidant. Elle s’est alliée avec Le Regroupement de soutien aux aidants de Brome-Missisquoi afin de mettre sur pied la première Maison Gilles-Carle qui a ouvert ses portes en avril 2012 et a pour mission d’accueillir les personnes en perte d’autonomie et ainsi donner répit aux aidants.
Elle est nommée à l’Ordre du Canada en 2024.

## Filmographie sélective
- 1986 : La Guêpe
- 1992 : La Postière
- 1996 : Pouding Chômeur
- 2005 : Gilles Carle ou l'indomptable imaginaire

## Discographie
- 1993 : L'Emploi de mon temps
- 1999 : Je pleure, tu pleures
- 2002 : Je marche à toi
- 2005 : Parle-moi
- 2009 : Nitshisseniten E Tshissenitamin (Je sais que tu sais)
- 2011 : Une étoile m'a dit
- 2014 : À la croisée des silences
- 2020: Chant pour l'humanité aidante[4]
- 2022: Maudit Silence[4]

## Prix et distinctions

### Gala de l'ADISQ
| Année | Catégorie                                                    | Pour                            | Résultat   |
| ----- | ------------------------------------------------------------ | ------------------------------- | ---------- |
| 2000  | spectacle de l'année - interprète                            | Je pleure tu pleures            | nomination |
| 2003  | album de l'année - folk contemporain                         | Je marche à toi                 | lauréat    |
| 2003  | interprète féminine de l'année                               | Chloé Sainte-Marie              | nomination |
| 2003  | spectacle de l'année - interprète                            | Je marche à toi                 | nomination |
| 2006  | album de l'année - folk contemporain                         | Parle-moi                       | nomination |
| 2006  | interprète féminine de l'année                               | Chloé Sainte-Marie              | nomination |
| 2006  | spectacle de l'année - interprète                            | Parle-moi                       | lauréat    |
| 2007  | interprète féminine de l'année                               | Chloé Sainte-Marie              | nomination |
| 2010  | album de l'année - reprises                                  | Nitshisseniten E Tshissenitamin | nomination |
| 2010  | artiste québécois de l'année - interprétation autres langues | Chloé Sainte-Marie              | nomination |
| 2015  | spectacle de l'année - interprète                            | À la croisée des silences       | nomination |
| 2023  | album de l'année - multilingues et autres langues            | Maudit silence                  | nomination |
| 2023  | spectacle de l'année - multilingues et autres langues        | Maudit silence                  | nomination |

### Autres prix
- 2024 : Nommée Membre de l’Ordre du Canada (C.M.)[3]
- 2022 : Gagnante du « Prix de la santé et du bien-être psychologique » de l’Ordre des psychologues du Québec[12].
- 2020 : Gagnante du « Prix Diane Juster » pour son implication sociale décerné par la Fondation SPACQ (Société professionnelle des auteurs et des compositeurs du Québec) qui honore chaque année des auteurs, des compositeurs et des interprètes qui ont œuvré et collaboré à l’écriture de chansons, de musique de films et de musique instrumentales[13],[14].
- 2009 : Gagnante du « Prix Artiste pour la paix »  pour son implication auprès des aidants naturels et des peuples autochtones[15],[16].
- 2006 : Gagnante du « Prix Coup de cœur » de l'Académie Charles Cros (France) pour l’album Je marche à toi [17]
- 2004 : Gagnante du « Prix Révélation » au Festival de Pully (Suisse) pour l’album Je marche à toi [18],[19]
- 2003 : Gagnante du « Premier Prix du public » au Festival Alors…chante, Montauban (France) pour l’album Je marche à toi [20]